# Gärdessjön (Surteby-Kattunga socken, Västergötland)
Gärdessjön är en sjö i Marks kommun i Västergötland och ingår i Viskans huvudavrinningsområde. Sjön är 13,3 meter djup, har en yta på 0,0957 kvadratkilometer och är belägen 64,2 meter över havet.

## Delavrinningsområde
Gärdessjön ingår i det delavrinningsområde (636504-129791) som SMHI kallar för Mynnar i Viskan. Medelhöjden är 90 meter över havet och ytan är 29,62 kvadratkilometer. Det finns ett avrinningsområde uppströms, och räknas det in blir den ackumulerade arean 70,57 kvadratkilometer. Hornå som avvattnar avrinningsområdet har biflödesordning 2, vilket innebär att vattnet flödar genom totalt 2 vattendrag innan det når havet efter 27 kilometer. Avrinningsområdet består mestadels av skog (76 procent). Avrinningsområdet har 1,71 kvadratkilometer vattenytor vilket ger det en sjöprocent på 5,8 procent. Bebyggelsen i området täcker en yta av 0,52 kvadratkilometer eller 2 procent av avrinningsområdet.